# Station Byglandsfjord
Station Byglandsfjord is een voormalig spoorwegstation in Byglandsfjord in de gemeente Bygland in het zuiden van Noorwegen. Het station was het eindpunt van Setesdalsbanen. Het stationsgebouw uit 1895 is een ontwerp van Paul Due. Het is sinds 2002 een beschermd monument en in gebruik als bibliotheek.